# Gdzie mam ciebie szukać
Gdzie mam ciebie szukać – utwór z repertuaru zespołu Skaldowie, skomponowany przez Andrzeja Zielińskiego, do tekstu krakowskiej poetki Ewy Lipskiej.
Utwór utrzymany jest w konwencji brytyjskiego rocka lat 70. XX wieku. Rozpoczyna go gitarowy riff w wykonaniu Jerzego Tarsińskiego, będący jednym z najbardziej charakterystycznych „motywów przewodnich” utworu. Utwór zarejestrowano w nocy z 22 na 23 maja, w sali koncertowej Filharmonii Narodowej, podczas sesji do albumu „Krywań, Krywań”. Piosenkę ponownie nagrano latem tego samego roku dla Polskiego Radia, oraz w Niemczech, dla tamtejszej wytwórni Amiga. Skaldowie wykonywali ten utwór na niektórych koncertach, od grudnia 1971 do końca 1973 roku.

## Muzycy biorący udział w nagraniu
- Andrzej Zieliński – organy Hammonda, śpiew;
- Jacek Zieliński – śpiew, trąbka;
- Konrad Ratyński – gitara basowa, chórki;
- Jerzy Tarsiński – gitara;
- Jan Budziaszek – perkusja.

### Gościnnie
- Józef Gawrych – congas.